# محمد بركات
محمد بركات لاعب كرة قدم مصري بدأ مسيرته في نادي السكة الحديد ولعب لأندية الإسماعيلي والأهلي السعودي و العربي القطري و الأهلي المصري ويعد صانع المتعة وأحد أبرز لاعبي الكرة المصرية على مر تاريخها

## مسيرته الكروية
حاول النادي الأهلي ضم محمد بركات من ناديه (السكة الحديد) إلا أن ظروف تعرضه لإصابة كبيرة حالت دون ذلك، لينتقل بعدها إلى النادي الأسماعيلي.
تألق محمد بركات مع النادي الاسماعيلى مواسم 1999 و2000 و2001 و2002، وقاد الاسماعيلى لبطولتي كأس مصر والدوري المصري.
أنتقل محمد بركات بمبلغ قياسي موسم 2002-2003 للأهلي السعودي، استطاع الوصول إلى نهائي الدوري السعودي، لقد قدم موسم رائع لكن لم يحالفه الفوز بأنجاز محلي بالرغم من وصول فريقه أهلي جدة إلى جميع النهائيات المحلية في ذلك العام، كما أنه فاز مع أهلي جدة ببطولة الاندية العربية الموحدة الأولى لكرة القدم يناير 2002 التي استضافها اتحاد جدة من أمام الإفريقي التونسي وقد سجّل هدف المباراة الوحيد.
ثم أنتقل بالموسم التالي 2003-2004 لنادي العربي القطري.. ولعب مع باتيستوتا لكن الإصابة منعته من استكمال المشوار لينطفئ توهج بركات وتشمت الأقلام الصحفية في الموهبة التي أحرقت نفسها كما وصفوها.
فرحل محمد بركات عن قطر، أنتقل بركات بموسم 2004-2005 للنادي الأهلي بعد إصرار المدير الفني البرتغالي مانويل جوزيه على التعاقد معه، تألق وأبدع معه وقاده لأحراز بطولة دوري أبطال أفريقيا وتوج بركات هدافاً لهذه البطولة برصيد 6 أهداف وتحصل علي لقب أفضل لاعب بأفريقيا " أفضل لاعب أفريقي محلي "،
الأصابة عادت من جديد لتأرق محمد بركات بموسم 2005-2006 فلم يلعب مباريات كثيرة إلا مباراة الصفاقسي بنهائي دوري أبطال أفريقيا وقد شارك فيها لبضع دقائق.

### الأهداف الدولية
```
[
1
]
```

| الهدف | التاريخ       | المكان                         | الخصم    | النتيجة | المنافسة                 | عدد الاهداف |
| ----- | ------------- | ------------------------------ | -------- | ------- | ------------------------ | ----------- |
| 1     | 11 مارس 2001  | مصر                            | الجزائر  | 5–2     | تصفيات كأس العالم 2002   | 1           |
| 2     | 24 أبريل 2001 | مصر                            | كندا     | 3–0     | مباراة ودية              | 1           |
| 3     | 13 يوليو 2001 | مصر                            | ناميبيا  | 8–2     | تصفيات كأس العالم 2002   | 2           |
| 5     | 8 أغسطس 2002  | مصر                            | إثيوبيا  | 4–1     | مباراة ودية              | 1           |
| 6     | 23 أغسطس 2002 | مصر                            | السودان  | 3–0     | مباراة ودية              | 2           |
| 8     | 25 يونية 2004 | استاد الطيب مهيري، صفاقس، تونس | زيمبابوي | 2–1     | كأس الأمم الإفريقية 2004 | 1           |
| 9     | 5 نوفمبر 2009 | مصر                            | تنزانيا  | 5–1     | مباراة ودية              | 1           |

## مع منتخب مصر
يعد محمد بركات من أفضل لاعبى الكرة المصريين في الفترة الأخيرة على الصعيد الدولي، ساهم بركات مع زملاؤه في حصد لقب كاس الأمم الأفريقية عام 2006 وكان أحد نجومها بأعتراف النقاد والخبراء، وهي ذات الأقلام التي أنتقدت الأهلي وقت التعاقد معه
بركات يعتبر أول لاعب مصري يحصل على جائزة احسن لاعب أفريقي من هيئة الإذاعة البريطانية (BBC 2005) واحسن لاعب محترف داخل القارة السمراء 2005 أيضا، كما تم ضمه للتشكيلة الرئيسية لمنتخب أفريقيا عقب بطولة كاس الأمم الأفريقية 2006 التي أستضافتها وفازت بلقبها مصر.
لم يشارك في بطولتي أفريقيا 2008 و2010 للإصابة والأستبعاد الفني على الترتيب ولكنه عاد للمشاركة مع منتخب مصر أمام منتخب الجزائر في المبارة التي فازت بها مصر بنتيجة 2 - صفر وكان ذلك الظهور الأخير لبركات مع المنتخب.

## البطولات التي حصل عليها

### معنادي الإسماعيلي
الدوري المصري الممتاز 2001-2002 (مرة واحدة)
كأس مصر 1999-2000(مرة واحدة)

### معالنادي الأهلي
الدوري المصري الممتاز مواسم 2004-2005 و2005-2006 و2006-2007 و2007-2008 و2008-2009 و2009-2010 و2010-2011 (7 مرات)
كأس مصر مواسم 2005-2006 و2006-2007 (مرتين)
كأس السوبر المصري مواسم 2005 و2006 و2007 و2008 و2010 و2011 (6 مرات)
دوري أبطال إفريقيا مواسم 2005 و2006 و2008 و2012 و2013 (5 مرات)

## اعتزاله
في عام 2013 قرر محمد بركات اعتزال كرة القدم بعد سنين طويلة من العطاء وهو في صفوف النادى الأهلى المصرى .